# 世情
「世情」（せじょう）は、中島みゆきが作詞・作曲した楽曲。1978年4月10日に発表された中島の4枚目のオリジナル・アルバム『愛していると云ってくれ』に収録されている曲である。1981年に放送されたテレビドラマ『3年B組金八先生』（TBS）で挿入歌として用いられたことで知られる。

## 概要
自分の前を通り過ぎるデモ行進の様子をサビに、不条理な世の中との葛藤などを歌った作品。編曲は吉野金次と福井峻による。
この曲は、1981年3月20日に放送された『3年B組金八先生』第2シリーズ第24話「卒業式前の暴力(2)」の挿入歌として使用された。荒谷二中に学校側の依頼で警察（機動隊1個中隊）が突入、直江喜一演じる加藤優と沖田浩之演じる松浦悟が逮捕・連行される場面に合わせて、フルコーラスで流された。この演出と「世情」の使用は、演出を担当した生野慈朗の独断によるアイデアだった。
なお、同ドラマでは通常のガラス張りのマイクロバスが護送車として使用されているが、これは実際とは異なる。通常は逮捕・拘引される場合、日本の警察はスモークガラスを用いたバンタイプの護送車またはパトカー数台を使い（2人の場合はパトカーでの連行で、後部座席に両脇を警察官2人で挟んで連行される）、犯罪者といえど人権を尊重し、外からは見えないようにしている。
中島にとって初めてテレビドラマで使用された楽曲であるが、本人はそれをリアルタイムでは知らず、後々になって伝え聞いたという。
このシーンの挿入歌として強い印象を残した影響で、テレビのバラエティ番組などで「強制的に連れ出される」「退場させられる」場面でこの曲が使用されることが多い。

## 収録作品
アルバム
| 収録アルバム                                    | 発売日         | 備考             |
| ----------------------------------------------- | -------------- | ---------------- |
| 愛していると云ってくれ                          | 1978年4月10日  | 4thアルバム      |
| 中島みゆき BEST SELECTION II                    | 1992年4月1日   | ベスト・アルバム |
| 大銀幕                                          | 1998年11月6日  | ベスト・アルバム |
| 元気ですか                                      | 2006年6月14日  | ベスト・アルバム |
| 中島みゆき ライブ リクエスト -歌旅・縁会・一会- | 2018年12月19日 | ライブ・アルバム |

映像作品
| 収録映像作品              | 発売日         | 備考         |
| ------------------------- | -------------- | ------------ |
| 中島みゆき「縁会」2012〜3 | 2014年11月12日 | ライブDVD/BD |

## カバー
- 上杉昇（2006年） - カバーアルバム『SPOILS』収録
- 工藤静香（2021年） - カバーアルバム『青い炎』収録